# Animatronic
Animatronic es el primer álbum de estudio lanzado por la banda noruega The Kovenant en diciembre de 1999. Fue una separación del sonido y la estética que el grupo había mantenido hasta entonces (más acorde con el black metal para adquirir un tono más Industrial).

## Lista de canciones
1. «Mirrors Paradise»
2. «New World Order»
3. «Mannequin»
4. «Syndrom»
5. «Jihad»
6. «The Human Abstract»
7. «Prophecies of Fire»
8. «In the Name of the Future»
9. «Spaceman» (Babylon Zoo canción versionada)
10. «The Birth of Tragedy»